# Natalie Madueño
Natalie Madueño (née le 7 novembre 1987 à Copenhague) est une actrice danoise.

## Biographie
Natalie Madueño commence sa carrière d'actrice dans une production danoise de West Side Story. Elle joue surtout dans des séries télévisées danoises, dont L'Ancien Combat et The Rain diffusées sur Netflix. En 2019 et en 2021, elle interprète une profileuse dans la série Le Tueur de l'ombre (diffusée sur Arte).

## Filmographie

### Cinéma
- 2014 : Lev Stærkt
- 2016 : Satisfaction 1720
- 2016 : Swinger
- 2018 : Petra
- 2018 : Wonderful Copenhagen

### Télévision
- 2016 : Les Initiés (20 épisodes) : Claudia Moreno
- 2018 : L'Ancien Combat (3 épisodes) : Søs
- 2019 - 2020 : The Rain (12 épisodes) : Fie
- 2019 : Le Tueur de l'ombre (saison 1, 8 épisodes) : Louise Bergstein
- 2021 : Le Tueur de l'ombre (saison 2 : La mort est aveugle, 8 épisodes) : Louise Bergstein